# Hans Cramer
Hans Cramer född 13 juli 1896 i Minden död 28 oktober 1968 i Hausberge ca 10 km söder om Minden. Tysk militär. Cramer befordrades till generalmajor november 1942 och till general i pansartrupperna maj 1943. Han erhöll Riddarkorset av järnkorset 1941.

## Befäl
- träningsbataljonen för spaningstjänst augusti 1939 – november 1940
- 8. pansarregementet mars 1941 – april 1942
- staben hos befälhavaren för snabba förband vid OKH april – september 1942
- snabba förband vid OKH september 1942 – januari 1943
- Deutsche Afrikakorps (DAK) mars 1943 – maj 1943
- i brittisk fångenskap 16 –23 maj 1943 men utväxlad mot brittisk personal
- placerad med speciella uppgifter vid Panzergruppe West juni – augusti 1944

Cramer ansågs inte ha skött sina åligganden vid den senaste placeringen och han fick lämna tjänsten i armén 20 juli 1944.
Han var i brittisk krigsfångenskap maj 1945 – februari 1946.